# Даллол (вулкан)
Далло́л — действующий вулкан во впадине Данакиль, на северо-востоке Эфиопии, недалеко от границы с Эритреей. Это самый низкий вулкан в мире, не считая подводных. Вулкан известен своими специфическими пейзажами, похожими на внеземные, напоминающими поверхность Ио, спутника планеты Юпитер.

## Вулкан
Слово Даллол означает «растворение» на афарском языке.
На 2019 год это самый низкий наземный вулкан в мире: его высота на 48 метров ниже уровня моря; сам вулкан (ширина кратера 30 метров) на 30 метров выше окружающей его вулканической гидротермальной области площадью около 4 км², которая, в свою очередь, примерно на столько же возвышается над окружающими солончаками (их высота составляет 120 метров ниже уровня мирового океана).
Взаимодействие подстилающей базальтовой магмы с эвапоритовыми солями Данакильской впадины породило уникальные высокотемпературные (108 °C), перенасыщенные соли NaCl, гиперкислотные (значения pH от 0,1 до −1,7), бескислородные гидротермальные образования. Эта область, содержит до 150 г/л железа.
Согласно исследованиям учёных, магма находится на глубине от 3000 до 4000 метров ниже поверхности. Выше неё находятся многочисленные подземные резервуары подпочвенных вод. Извергается массами из серы и андезита. Последнюю активность наблюдали в первую неделю января 2011 года — необычный темный дым из кратера Даллола. Событие, которое было недостаточно сильным, чтобы его можно было зарегистрировать с помощью дистанционного зондирования спутника, оставило темно-серый пепел и отложения серы на горячих источниках, предполагая дегазацию из глубины.
В окрестностях вулкана происходят частые землетрясения магнитудой 4,5—5,5.

## Озеро
В 1926 году в результате сильного фреатического взрыва образовалось крупное озеро, расположенное на высоте 48 метров ниже уровня моря. Окраска озера фиолетово-жёлтого цвета. Вода очень солёная и насыщена магнием, её температура достигает 108—110°C.

## Геотермальная окружающая область
Горячие подземные воды, поднимаясь через слои соли и ангидрита толщиной 1000 м, растворяют большое количество минералов (вплоть до 525 г/л), которые снова осаждаются на поверхности, благодаря чему формируется невероятное разнообразие форм, напоминающих кораллы. На поверхности образуется большое число бассейнов с кислыми рассолами различных оттенков — тёмно-синих, зелёноватых и вплоть до жёлтых и оранжевых — и соляными стенками отложений. Отложения приобретают свой характерный белый, жёлтый и красный цвета из-за серы, оксидов металлов и различных примесей калия и/или фтора. Температура воды геотермальных источников составляет около 70 °C, а значение pH менее 1 свидетельствует об исключительной кислотности. Вода также насыщена вулканическими газами, но из-за сухого воздуха и его высокой температуры она испаряется, а сам воздух становится кислым и едким.
Согласно Черне, рентгеновская дифракция образцов из гидротермальных отложений внутри кратера показывает, что основными составляющими большинства образцов являются галит, сера, кальцит, содалит и гематит с незначительным содержанием кремнезёма. Котопулу Э. указывает состав разноцветных геотермальных отложений из-за осаждения пиролюзит, хлораргирит, вюрцит и галит.
В окрестностях вулкана находится заброшенное поселение Даллол.

## Климат
| Показатель                    | Янв. | Фев. | Март | Апр. | Май  | Июнь | Июль | Авг. | Сен. | Окт. | Нояб. | Дек. | Год  |
| ----------------------------- | ---- | ---- | ---- | ---- | ---- | ---- | ---- | ---- | ---- | ---- | ----- | ---- | ---- |
| Средний суточный максимум, °C | 36,1 | 36,1 | 38,9 | 40,6 | 44,4 | 46,7 | 45,6 | 45,0 | 42,8 | 41,7 | 39,4  | 36,7 | 41,2 |
| Средняя температура, °C       | 30,3 | 30,5 | 33,5 | 33,9 | 36,4 | 38,6 | 38,7 | 37,6 | 37,3 | 35,6 | 33,2  | 30,8 | 34,7 |
| Средний суточный минимум, °C  | 25,6 | 25,9 | 29,3 | 32,0 | 32,8 | 35,5 | 35,8 | 35,1 | 32,3 | 31,0 | 28,3  | 27,1 | 30,9 |
| Норма осадков, мм             | 0    | 0    | 0    | 0    | 0    | 0    | 0    | 0    | 0    | 0    | 0     | 0    | 0    |

При температуре 34,7 °C средняя температура в Даллоле выше, чем в любом другом месте на земле. Там редко становится прохладнее, чем 24 °C. Дожди никогда не выпадают. Это делает Даллол одним из самых сухих мест на земле.

## Возможность существования жизни
Первые исследования обнаруживали в водах источников наличие архей. Но более поздние изыскания опровергают наличие жизни в геотермальных водах вулкана. Даже самые устойчивые микроорганизмы не могут выжить в таких условиях. Ни анализы, ни попытки культивирования микробов не выявили каких-либо признаков живых бактерий или архей. Хотя исследователи смогли обнаружить некоторые последовательности микробных генов, как показали сравнения генов, все они лишь следствие загрязнения. Частично этот генетический материал попал в образцы лабораторного оборудования, частично из волос или перхоти туристов, посещающих пруды. Учёные также смогли обнаружить останки мертвых архей, которые, очевидно, были принесены ветром в лужи.
Существуют экстремофильные организмы, способные выживать при чрезвычайной солёности или при очень высоких температурах, но сочетание обоих этих факторов (кислотность pH<1 и содержания соли более 35 процентов) совместно с высоким содержанием солей магния приводит к разрыву водородных связей, что означает денатурацию биомолекул.

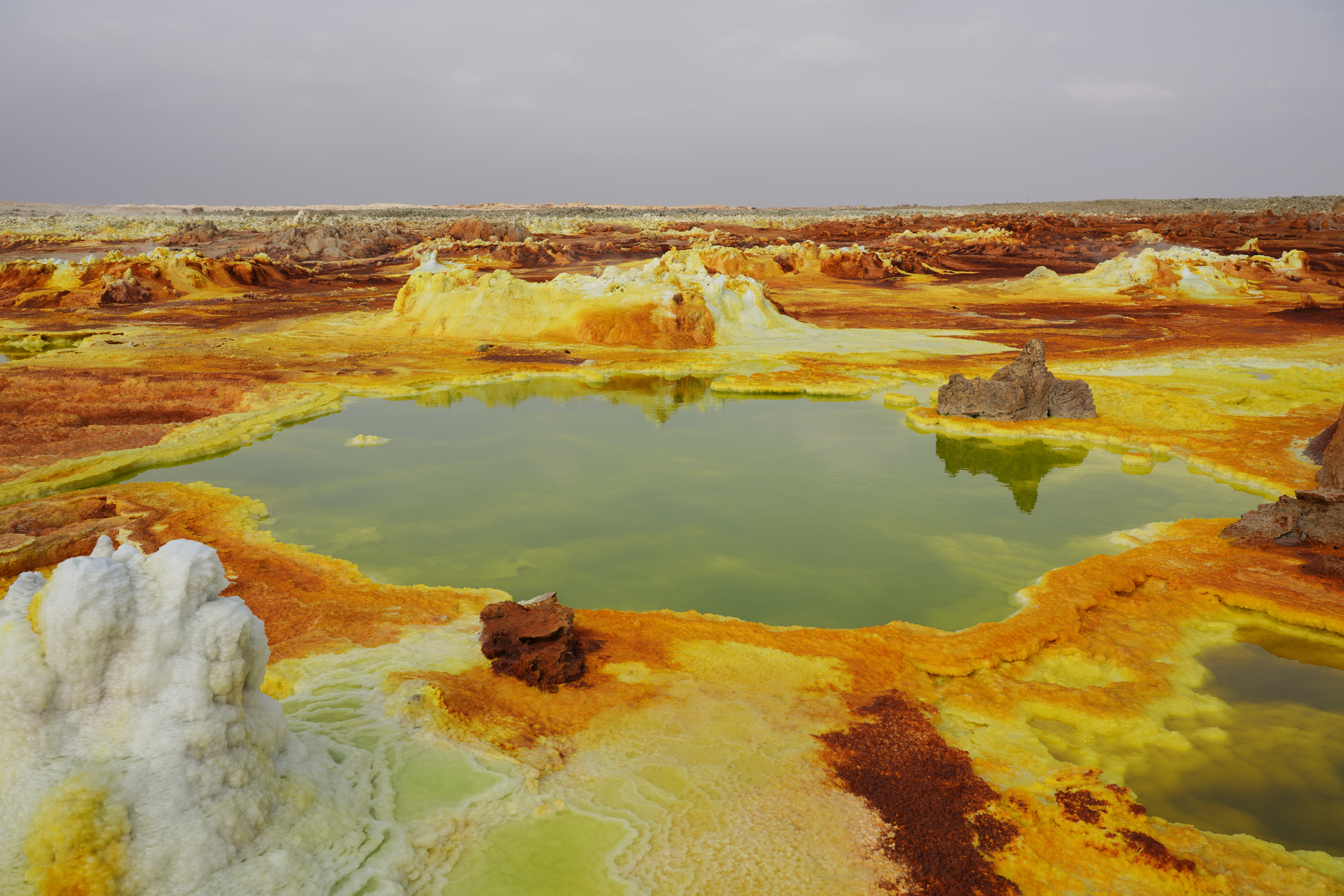
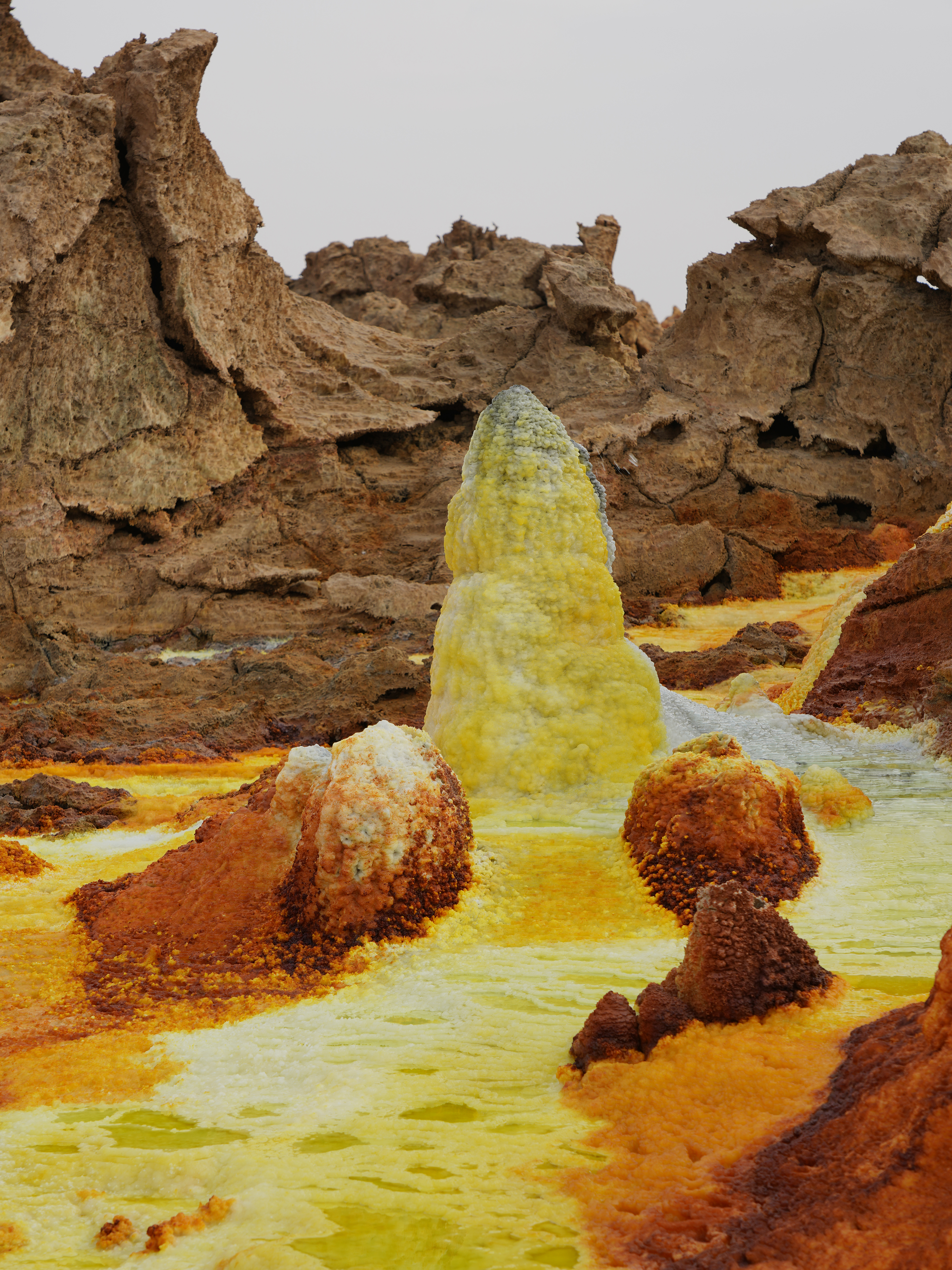
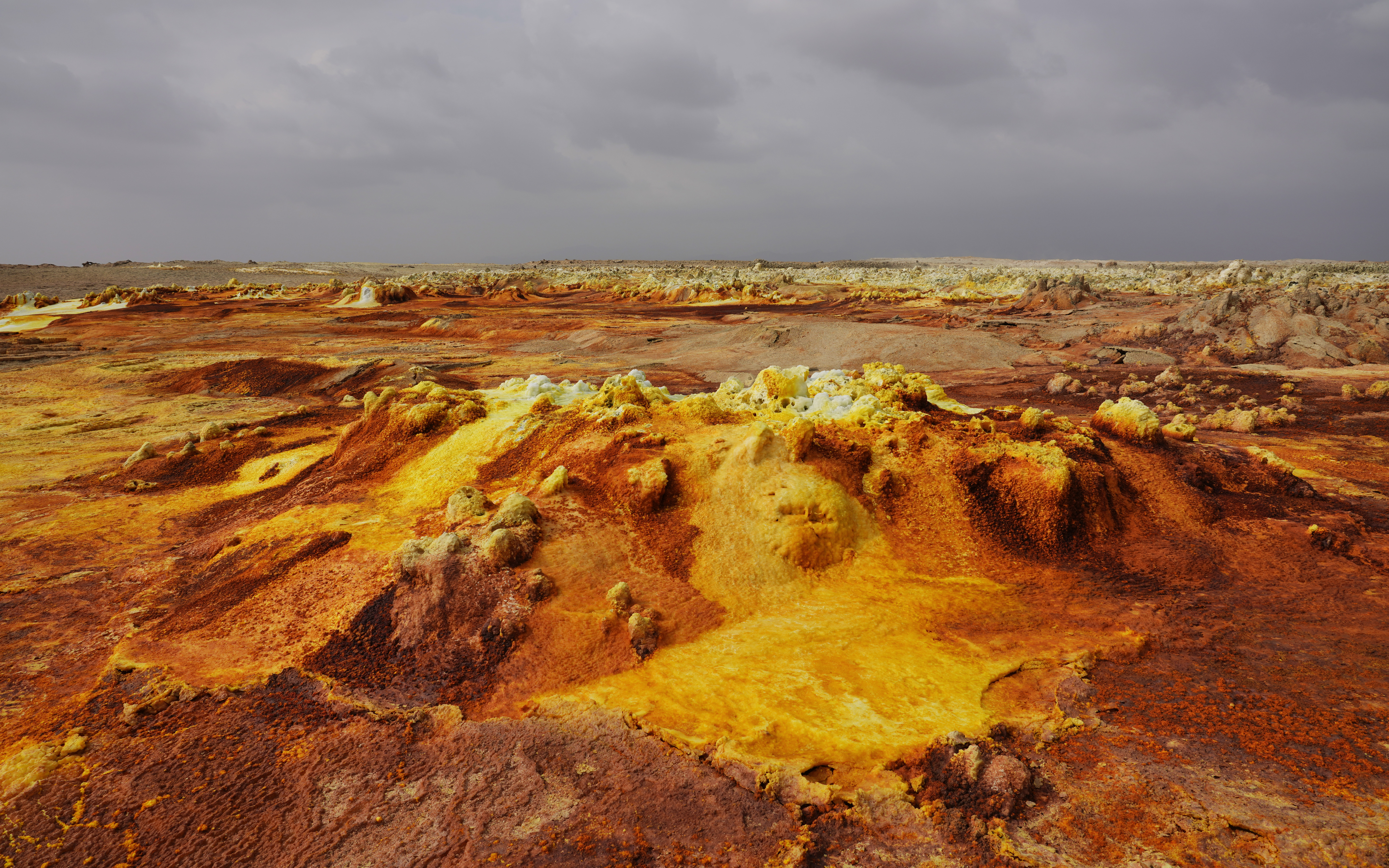

«На поверхности земли есть стерильные места, хотя они содержат жидкую воду», — говорит Лопес-Гарсия. «Поэтому мы не ожидаем, что в подобных экстремальных условиях может существовать внеземная жизнь — по крайней мере, жизнь, основанная на биохимии, подобной биохимии на Земле».

Однако другая команда впервые сообщила о доказательствах существования жизни в этих горячих источниках, используя комбинацию морфологического и молекулярного анализов. Показано, что сверхмалые структуры захоронены в месторождениях полезных ископаемых, которые идентифицированы как члены отряда Nanohaloarchaea.